# Grendalens naturreservat
Grendalens naturreservat är ett naturreservat i Norrtälje kommun i Stockholms län.
Området är naturskyddat sedan 2017 och är 50 hektar stort. Reservatet omfattar mindre höjder med hällmark och tidigare betessmark som nu är skogbevuxen. Reservatet består av  grandominerad naturskog med inslag av ädellövträd.